# 乙川祭禮

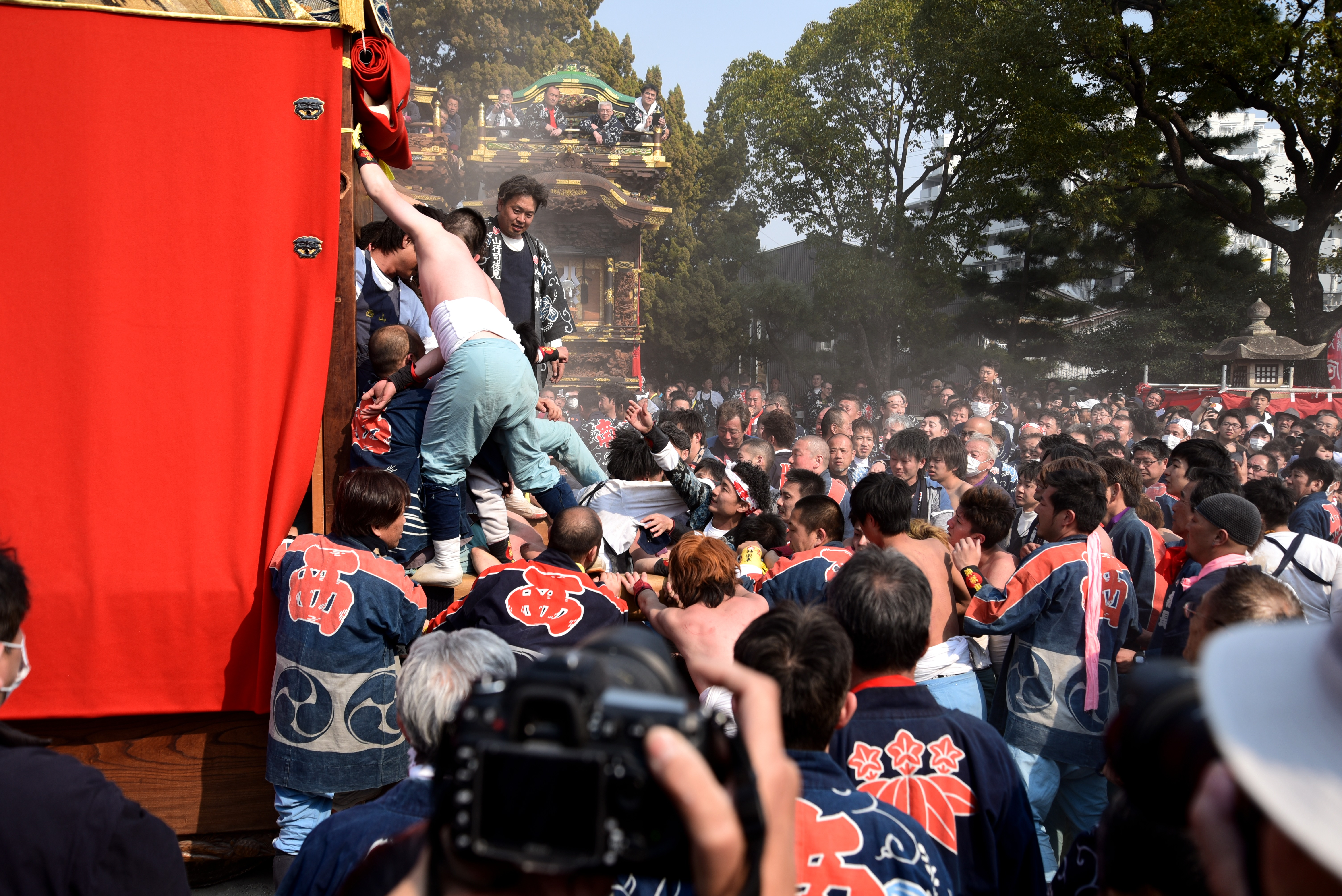
一番楫の奪い合い

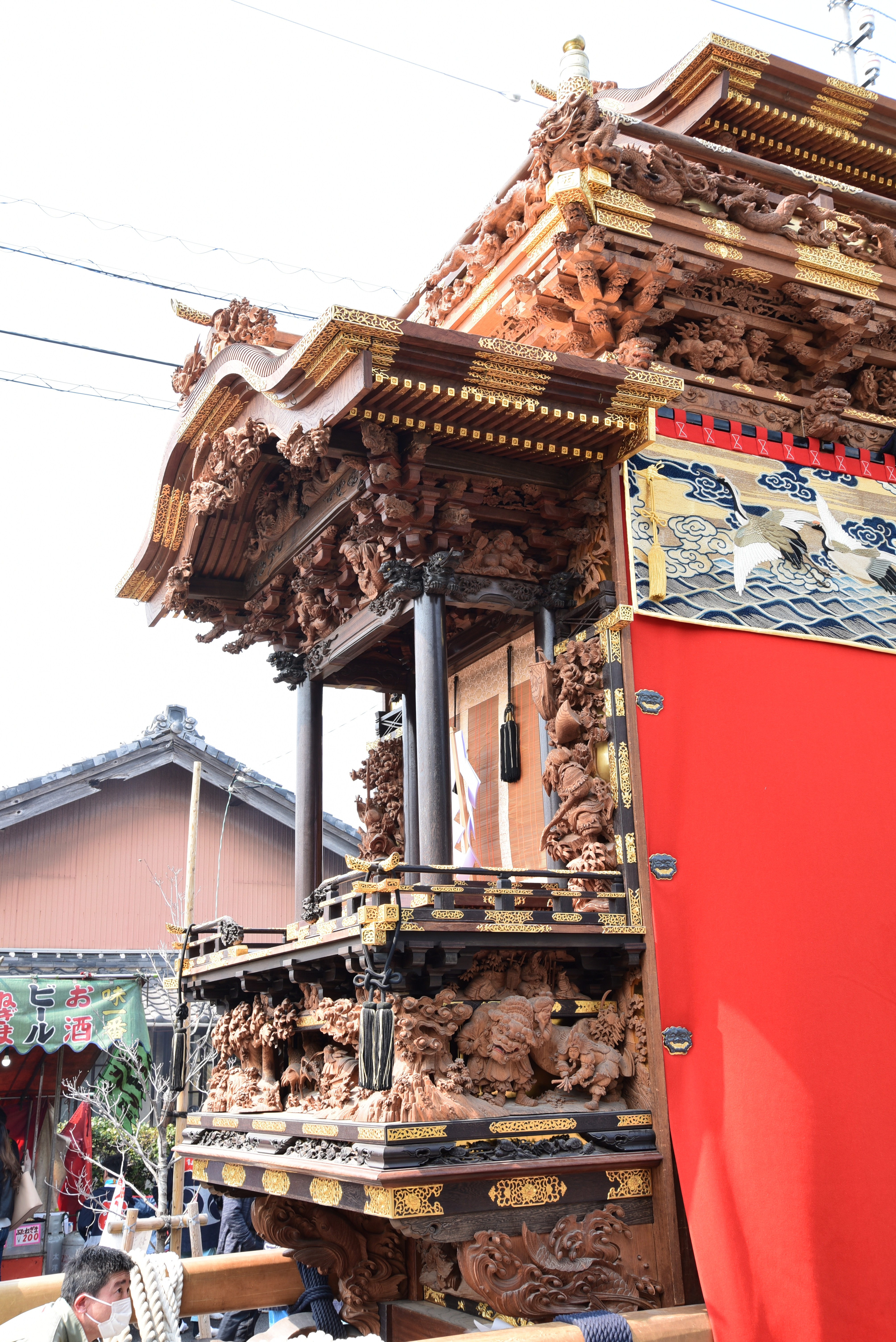
西山神楽車の彫刻

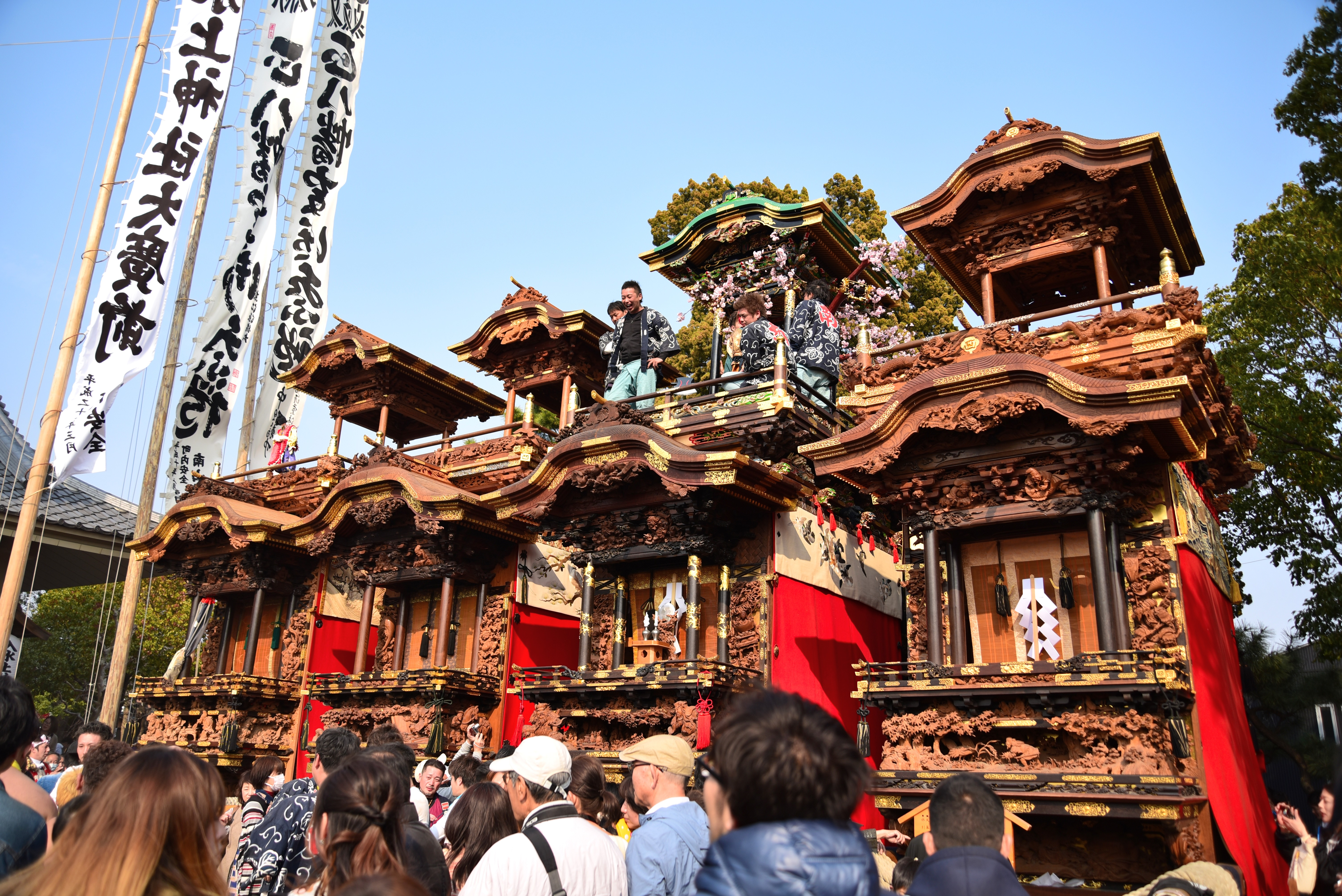
乙川八幡社での山車揃え

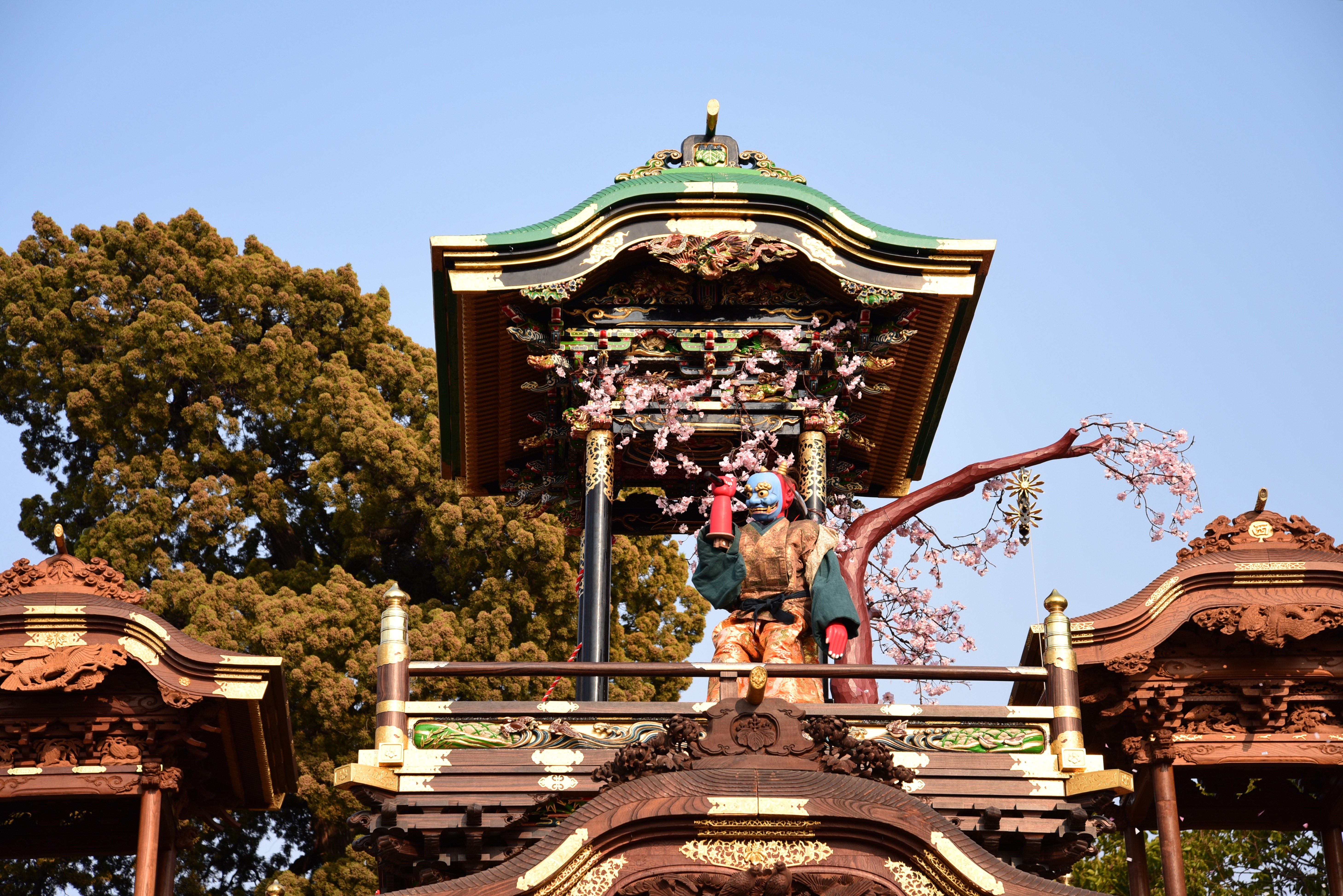
からくり人形（役小角大峯桜）

乙川祭禮（おっかわさいれい・乙川祭りとも）は、愛知県半田市乙川地区で毎年3月第3日曜日と、前日の土曜日に行われる乙川八幡社（乙川八幡宮・入水上神社とも呼ばれる）の祭礼である。「坂上げ」と呼ばれる神社への引き込みの様子が荒々しいことから、ケンカ祭の異名をとる。また、県内の山車行事の先陣を切ることから、地元テレビ局や新聞などでは、春の風物詩として取り上げられることもある。
古文書や、宝暦5年（1755年）の「乙川村祭禮絵巻」に描かれていることなどから、宝暦年間以前から伝わっているとされる。
　祭礼にかかわる人材は、山車組ごとの血縁者によって構成されている。 組織は亀崎同様、女人禁制であるが、観光客や女性でも、先綱を引いて参加することができる。
　なお、半田市近辺では、山車をさす言葉として御車が一般的であるが、乙川地区においては、「山車」、もしくは「軕」（車偏に「山」の国字）の表記で「ヤマ｣と読む。

## 概要
とあり、乙川祭りにおける山車の位置づけは、神を乗せた神輿が二つの神社（ここでは乙川八幡社と乙川若宮社）間を移動する際の守護にあるとされている。同様のケースは、半田市内の亀崎（神前神社と尾張三社）下半田（業葉神社と山之神社）においても見受けられる。

## 山車
乙川の山車は、乙川八幡社への引き込み順が固定されていることから、番号で呼ばれることがある。ここでは、その番号の順に山車の簡単な説明を行う。

### 一番車
浅井山（あさいやま）・宮本車（みやもとぐるま）。
建造時期不明。安政6年（1859年）、昭和25年（1950年）の大改修を経て現在に至る。
- 水引幕刺繍 ｢波に龍｣
- からくり人形
  - 前棚人形「三番叟」・上山人形「唐子遊び」

### 二番車
殿海道山（とのがいと・とのかいどうやま）・源氏車（げんじぐるま）。
建造時期不明。嘉永5年（1852年）、大正10年（1921年）、昭和24年（1949年）の大改修を経て現在に至る。
- 水引幕刺繍 ｢松に鷹｣

### 三番車
南山（みなみやま）・八幡車（はちまんぐるま）。
建造・天保年間（1830年 - 1844年）。明治43年（1910年）の改造を経て現在に至る。
- 水引幕刺繍 ｢群鳩飛翔｣
- からくり人形
  - 上山人形「役小角大峰桜（えんのおづぬおおみねざくら）」

### 四番車
西山（にしやま）・神楽車（かぐらぐるま）。
建造時期不明。明治43年（1910年）、昭和25年（1950年）の大改修を経て現在に至る。
- 水引幕刺繍 ｢日の出に鶴｣